# The Courage to Heal
The Courage to Heal: A Guide for Women Survivors of Child Sexual Abuse (deutsch: Trotz allem – Wege zur Selbstheilung für Frauen, die sexuelle Gewalt erfahren haben) ist ein populäres Selbsthilfebuch für Personen (vor allem Frauen), die sexuelle Gewalt erfahren haben. Autorinnen sind Ellen Bass (eine feministische Aktivistin) und Laura Davis (eine Inzestüberlebende).
Bass und Davies sehen eine Reihe von körperlichen Symptomen (wie zum Beispiel unerklärliche Schmerzen) und seelischen Symptomen (wie zum Beispiel unerklärlichen Ängsten, selbstverletzendem Verhalten) als Indizien eines sexuellen Missbrauchs. Dieses Trauma werde verdrängt und die Beschwerden seien eine Folge davon. Mit von den Autorinnen detailliert beschriebenen Selbsthilfe-Techniken soll die Erinnerung an das Trauma wieder ins Bewusstsein gerufen werden. So sei eine Heilung möglich.

## Kritik
Das Buch wurde unter anderem von der False Memory Foundation kritisiert: Es bestehe die Gefahr, dass durch die recovered memory-Technik falsche Erinnerungen erzeugt würden.